# Février 1869

## Événements
- 2 février :
  - Canada : Lord Lisgar remplace Viscount Monck of Ballytrammon comme Gouverneur général
  - Algérie, une rébellion de 4000 hommes est battue par le colonel Sounis.

- 5 février (Australie) : découverte de Welcome Stranger à Victoria, la plus grosse pépite d'or jamais trouvée (65,2 kg).

- 11 février, Canada : Patrick James Whelan est pendu pour l'assassinat de Thomas D'Arcy McGee.

- 12 février, France : dans le journal Le Peuple, le journaliste Georges Duchêne montre à l'aide de nombreux exemples que « depuis 1852 la presse a toujours eu pour égéries certaines puissances financières ».

- 21 février : la reine de Madagascar Ranavalona II et son époux Rainilaiarivony sont baptisés par deux pasteurs malgaches. La reine ordonne aussitôt la destruction par le feu des sampy et des « idoles », et expédie des missionnaires à travers les campagnes.

## Naissances
- 5 février : Marie-Louise Le Manac'h, mécène.
- 11 février : Louis Cottereau, coureur cycliste français († 21 septembre 1917).
- 24 février : Temple Bailey, romancière et nouvelliste américaine († 6 juillet 1953).
- 26 février : Albert Roure, général français († 8 janvier 1969).

## Décès
- 7 février : Léonard Victor Charner, amiral de France (° 13 février 1797).
- 28 février : Alphonse de Lamartine, poète, historien et homme politique français (° 1790).